# Préchac (Gers)

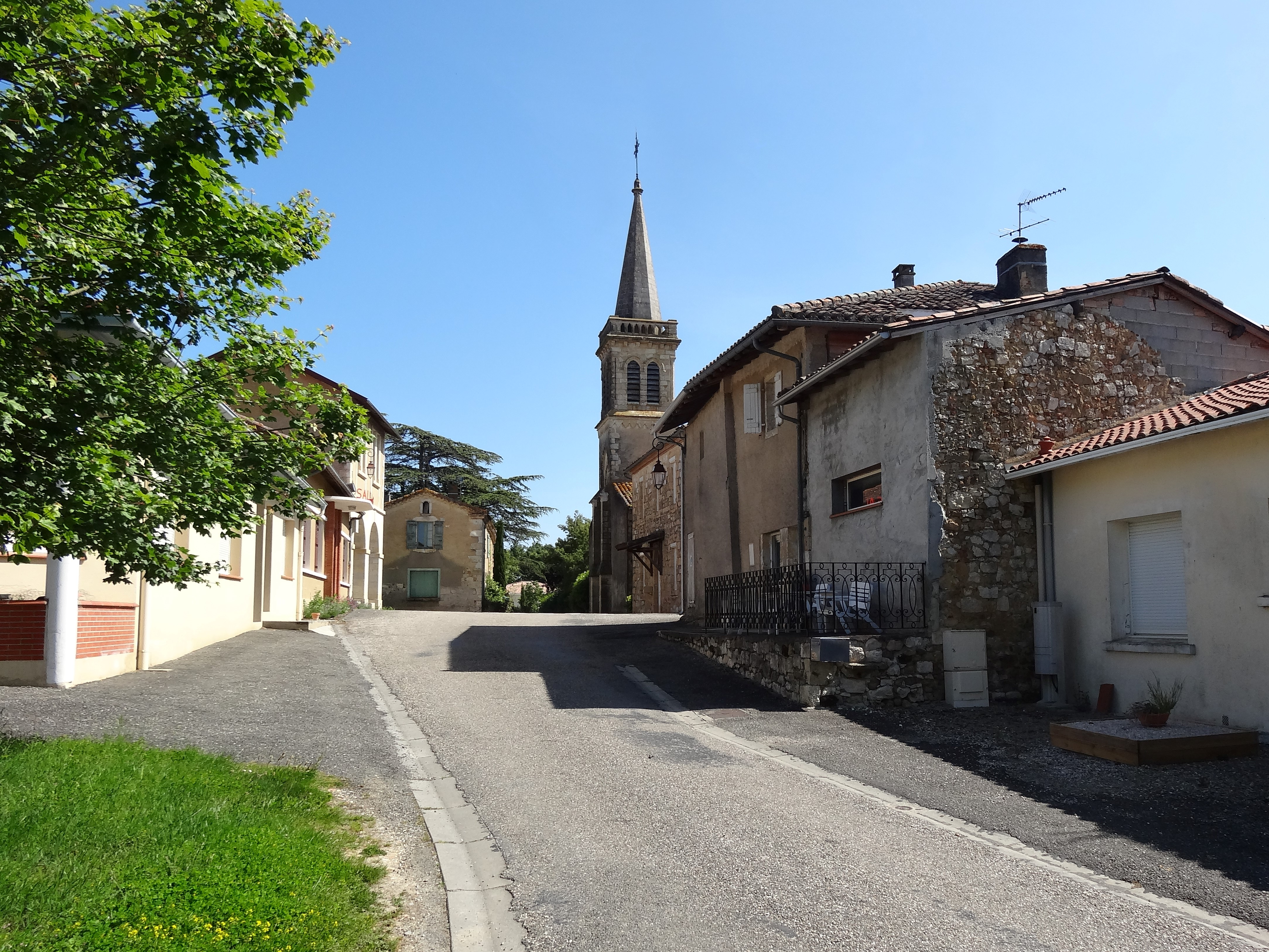
Préchac, rue centrale (2021)

Préchac (gaskognisch: Presihac) ist eine französische Gemeinde mit 156 Einwohnern (Stand 1. Januar 2022) im Département Gers in der Region Okzitanien (bis 2015 Midi-Pyrénées); sie gehört zum Arrondissement Condom und zum Gemeindeverband Lomagne Gersoise. Die Bewohner nennen sich Préchacois/Préchacoises.
Sie ist umgeben von den Nachbargemeinden Réjaumont im Norden, Fleurance im Nordosten, Montestruc-sur-Gers im Osten, Puységur im Südosten und Süden, Lavardens im Süden und Südwesten sowie Cézan im Nordwesten.

## Bevölkerungsentwicklung
| Jahr                                                  | 1793 | 1821 | 1831 | 1962 | 1968 | 1975 | 1982 | 1990 | 1999 | 2006 | 2011 | 2016 |
| Einwohner                                             | 429  | 497  | 540  | 185  | 181  | 144  | 136  | 133  | 153  | 160  | 171  | 179  |
| Quellen: Cassini, NeganboucCassini, Préchac und INSEE |      |      |      |      |      |      |      |      |      |      |      |      |